# Philip Roth
Philip Milton Roth (19. března 1933 Newark, New Jersey – 22. května 2018 Manhattan, New York) byl americký spisovatel. Do americké literatury vstoupil v roce 1959 povídkovou sbírkou Goodbye Columbus a od té doby se stal jedním z nejoceňovanějších autorů své generace. Dvakrát získal Národní knižní cenu a stejně tak i Cenu amerických knižních kritiků a řadu dalších ocenění. V roce 1998 svoji sbírku obohatil i o prestižní Pulitzerovu cenu. Řadu literárních ocenění získal i v zahraničí, zejména v Británii a ve Francii. V roce 2003 mu byl na Harvardově univerzitě udělen ceněný titul Doctor of Letters, doktorát za literaturu. Roth je znám svými silně autobiografickými postavami, svým filozofickým a formálním stíráním rozdílů mezi skutečností a smyšlenkou, důmyslně vynalézavým stylem svého vyprávění a svým provokativním odhalováním americké židovské identity.

## Životopis
Narodil se jako druhé dítě v židovské rodině, jejíž předci se do Ameriky přistěhovali z polské Haliče. Vyrostl v převážně židovské čtvrti města Newark zvané Weequahic, kde také v roce 1950 absolvoval střední školu (o zdejším studiu se zmiňuje zejména v románu Portnoyův komplex). Poté vystudoval soukromou Bucknellovu univerzitu v Pensylvánii, kde byla jeho oborem angličtina. Pokračoval pak dál postgraduálním studiem na Chicagské univerzitě, kde získal akademický titul v oboru anglická literatura. Po ukončení studia zde krátce působil jako asistent, poté vyučoval tvůrčí psaní na univerzitě v Iowě a na prestižní Princetonské univerzitě. Ve své akademické dráze pak pokračoval na Pensylvánské univerzitě, kde až do roku 1991, kdy ukončil svoji akademickou kariéru, přednášel literární komparatistiku.
V době svého pobytu v Chicagu se Roth seznámil se spisovatelem Saulem Bellowem a s Margaret Martinsonovou, jež se stala jeho první ženou. Jejich rozvod v roce 1963 a smrt Martinsonové při autonehodě v roce 1968 zanechaly v jeho díle trvalou stopu. Rothova první žena byla totiž vzorem pro několik ženských postav v jeho románech, zejména pro Lucy Nelsonovou v When She Was Good a pro Maureen Tarnopolovou v My Life As a Man.
Než v roce 1959 vyšla jeho první kniha, sloužil Roth nejprve dva roky v armádě a poté psal povídky a literární kritiky pro různé časopisy.
Některé události z Rothova života upoutaly čas od času pozornost médií. V roce 1990 se oženil se svojí dlouholetou přítelkyní anglickou herečkou Claire Bloomovou, načež se v roce 1994 rozvedli. V roce 1996 vydala Bloomová vzpomínkovou knihu Leaving a Doll's House, v níž detailně popisuje jejich manželství. Mnohé z toho, co napsala, bylo pro Rotha značně nelichotivé. Na oplátku některé momenty z Rothova I Married a Communist (Vzala jsem si komunistu) považovali kritici za zastřené vyvracení obvinění zveřejněných Bloomovou.

## Philip Roth a Československo
V roce 1972 přijel Philip Roth do Prahy, která ho zajímala jako město Franze Kafky, a setkal se s českými zakázanými autory (Ivanem Klímou, Milanem Kunderou, Karolem Sidonem, Milanem Uhde, Ludvíkem Vaculíkem, Karlem Peckou a dalšími). Jejich nelehké osudy ho zaujaly natolik, že se do Prahy v 70. letech pravidelně vracel až do doby, než mu v roce 1976 nebylo uděleno vízum. Návštěvy Československa za železnou oponou byly pro něj transformativní zkušeností a únikem před kontroverzní slávou, s níž se musel vyrovnávat po úspěchu románu Portnoyův komplex (1969).
Mezi svými cestami do Československa se stýkal v New Yorku s českou komunitou, navštěvoval přednášky Antonína Liehma o české kultuře a redigoval pro nakladatelství Penguin řadu východoevropských románů. "Svůj život v New Yorku po Portnoyovi jsem žil v české komunitě emigrantů, kterým jsem naslouchal, naslouchal a naslouchal. Každý večer jsem jedl v českých restauracích v Yorkvillu, mluvil jsem s každým, kdo chtěl mluvit se mnou, a odpoutal se od všech kravin spojených s Portnoyem," uvedl o svém českém období Philip Roth. Později své zážitky z Prahy zpracoval v románu Pražské orgie (1985). Český vliv a české postavy lze najít v několika dalších románech — v Profesoru touhy (postava českého profesora Zdeňka Stříbrného), v Elévovi či Milostných rozmluvách. Hned po sametové revoluci v roce 1990 do Prahy opět přijel a vedl s Ivanem Klímou dlouhý rozhovor, který vyšel knižně jako Rozhovor v Praze.
Za svou pomoc, kterou Philip Roth poskytoval v 70. a 80. letech spisovatelům v bývalém Československu a v dalších zemích tehdejšího východního bloku, byl 30. dubna 2013 oceněn cenou Mezinárodního PEN klubu a Allenovy nadace za službu literatuře. Při slavnostním převzetí ceny Roth zavzpomínal na to, jak "důkladného vzdělání" se mu dostalo od přátel ve východní Evropě o životě v totalitním režimu. Hovořil o tom, jak někteří z nejschopnějších lidí v Československu nesměli psát nebo cestovat a museli vykonávat podřadné práce jako prodávat cigarety nebo mýt okna.

### Romány
- Sbohem, město C. a pět povídek (Goodbye, Columbus, 1959)
  - Sbohem, město C., Odeon, Praha 1966, přeložila Heda Kovályová
  - Sbohem, město C. a pět povídek, Mladá fronta, Praha 2012, přeložil Jiří Hanuš
- Ať se děje, co se děje (Letting Go, 1962)
  - Odeon, Praha 1968, přeložili Rudolf a Luba Pellarovi
- When She Was Good (/Když byla hodná/, 1967)
- Portnoyův komplex (Portnoy's Complaint, 1969)
  - Odeon, Praha 1992, přeložili Rudolf a Luba Pellarovi
  - Euromedia Group, Praha 2006 (edice Světová literatura Lidových novin; sv. 49), přeložili Rudolf a Luba Pellarovi, ISBN 80-86938-57-3
  - Mladá fronta, Praha 2011, přeložili Rudolf a Luba Pellarovi, ISBN 978-80-204-1766-4
- Our Gang (/Náš klan/, 1971)
- Ňadro (The Breast, 1972)
  - Mladá fronta, Praha, 2015, přeložil Jiří Hanuš, ISBN 978-80-204-3842-3
- The Great American Novel (/Velký americký román/, 1973)
- Žít jako muž, (My Life As a Man, 1974)
  - Mladá fronta, Praha 2017
- Profesor touhy (The Professor of Desire, 1977)
  - Mladá fronta, Praha 2011, přeložil Jiří Hanuš, ISBN 978-80-204-2490-7
- Elév (The Ghost Writer, 1979)
  - Odeon, Praha 1985, přeložila Olga Špilarová, doslov napsal Josef Jařab
  - Mladá fronta, Praha 2014, přeložila Olga Špilarová, ISBN 978-80-204-2550-8
- Zuckerman zbavený pout (Zuckerman Unbound, 1981)
  - Mladá fronta, Praha 2013, přeložil Jiří Hanuš, 978-80-204-2508-9
- Hodina anatomie (The Anatomy Lesson, 1983)
  - Odeon, Praha 1991, přeložil Pavel Dominik, doslov napsal František Fröhlich, ISBN 80-207-0254-7
  - Mladá fronta, Praha 2014, přeložil Pavel Dominik, ISBN 978-80-204-2551-5
- Pražské orgie (The Prague Orgy, 1985)
  - Sixty-Eight Publishers, Toronto 1988, přeložili Jiřina a Karel Kynclovi
  - Evropský kulturní klub 1990
  - Mladá fronta, Praha 2014, přeložili Jiřina a Karel Kynclovi, 978-80-204-2552-2
- Druhý život (The Counterlife, 1986)
  - Mladá fronta, Praha 2010, přeložil Jiří Hanuš, ISBN 978-80-204-1763-3
- Milostné rozmluvy (Deception: A Novel, 1990)
  - Melantrich, Praha 1993, přeložil Jiří Hanuš
- Operace Shylock (Operation Shylock: A Confession, 1993)
  - Hynek, Praha 1999, přeložili Rudolf a Luba Pellarovi
  - Mladá fronta, Praha 2008, přeložili Rudolf a Luba Pellarovi, ISBN 978-80-204-1696-4
- Sabbathovo divadlo (Sabbath's Theater, 1995)
  - Mladá fronta, Praha 2008, přeložil Jiří Hanuš, ISBN 978-80-204-1760-2
  - kniha získala roku 1995 prestižní Národní knižní cenu
- Americká idyla (American Pastoral, 1997)
  - Volvox Globator, 2005, přeložili Rudolf a Luba Pellarovi, ISBN 80-7207-563-2
  - Mladá fronta, 2009, přeložili Rudolf a Luba Pellarovi, ISBN 978-80-204-1762-6
  - román byl roku 1998 oceněn Pulitzerovou cenou za beletrii
- Vzala jsem si komunistu (I Married a Communist, 1998)
  - Mladá fronta, Praha 2010, přeložila Jana Hejná, ISBN 978-80-204-1759-6
- Lidská skvrna (The Human Stain, 2000)
  - Volvox Globator, Praha 2005, přeložil Jiří Hanuš, ISBN 80-7207-582-9
  - Mladá fronta, Praha 2009, přeložil Jiří Hanuš, ISBN 978-80-204-1764-0
- Umírající zvíře (The Dying Animal, 2001)
  - Mladá fronta, Praha 2007, přeložil Jiří Hanuš, ISBN 978-80-204-1695-7
- Spiknutí proti Americe (The Plot Against America, 2004)
  - Volvox Globator, Praha 2006
  - Mladá fronta, Praha 2012
- Jako každý člověk (Everyman, 2006)
  - Mladá fronta, Praha 2009, přeložil Miroslav Jindra, ISBN 978-80-204-1761-9
- Duch odchází (Exit Ghost, 2007)
  - Mladá fronta, Praha 2008, ISBN 978-80-204-1794-7
- Rozhořčení (Indignation, 2008)
  - Mladá fronta, Praha 2015, přeložil Šimon Pellar, ISBN 978-80-204-2033-6
- Pokoření (The Humbling, 2009)
  - Mladá fronta, Praha 2011, ISBN 978-80-204-2034-3
- Nemesis (Nemesis, 2010)
  - Mladá fronta, Praha 2013, přeložila Jana Hejná, ISBN 978-80-204-2549-2

### Non-fiction
- Reading Myself and Others (/Jak čtu sám sebe a druhé/, 1975)
  - sbírka esejů
- The Facts: A Novelist's Autobiography (/Fakta/, 1988)
- Ivan Klíma — Philip Roth. Rozhovor v Praze (1990)
  - Evropský kulturní klub, Praha 1990, původní článek z The New York Review z 12. 4. 1990 přeložila Zora Wolfová
- Odkaz: skutečný příběh (Patrimony: A True Story, 1991)
  - Hynek, Praha 1995, přeložili Rudolf a Luba Pellarovi, doslov napsal Josef Jařab

## Literární ocenění
- 1960 Národní knižní cena za Sbohem, město C.
- 1986 Cena Kruhu amerických knižních kritiků za román The Counterlife
- 1991 Cena Kruhu amerických knižních kritiků za dílo Odkaz: skutečný příběh
- 1994 PEN/Faulknerova Cena za beletrii za román Operace Shylock
- 1994 Cena Karla Čapka[6] (tuto cenu obdržel ve stejný rok i Günter Grass)[6]
- 1995 Národní knižní cena za román Sabbathovo divadlo
- 1998 Pulitzerova cena za beletrii za román Americká idyla
- 1998 Vyslanecká knižní cena anglofonní unie za román Vzala jsem si komunistu
- 1998 Národní medaile umění
- 2000 Cena za nejlepší cizojazyčnou knihu (Francie) za román Americká idyla
- 2001 PEN/Faulknerova cena za beletrii za román Lidská skvrna
- 2001 Zlatá medaile Americké akademie umění za literaturu
- 2001 Literární cena WH Smithe za román Lidská skvrna
- 2001 Cena Franze Kafky[6] (Philip Roth coby vůbec její první držitel)[6]
- 2002 Cena národní knižní nadace za vynikající přínos americké literatuře
- 2002 Medicejská cena za zahraniční literaturu (Francie) za román Lidská skvrna
- 2003 Čestný doktorát za literaturu na Harvardově univerzitě
- 2005 Cena Sidewise za alternativní historii za román Spiknutí proti Americe
- 2005 Cena Jamese Fenimorea Coopera za nejlepší historický román za Spiknutí proti Americe
- 2006 PEN/Nabokovova cena za celoživotní dílo
- 2007 PEN/Faulknerova cena za beletrii za román Jako každý člověk
- 2007 PEN/Saul Bellowova cena za americkou beletrii
- 2010 Hadadova cena časopisu The Paris Review za nevšední literární angažovanost
- 2011 Mezinárodní Man Bookerova cena
- 2012 Cena knížete asturského za literaturu
- 2013 Cena Mezinárodního PEN klubu a Allenovy nadace za službu literatuře